# Formicoso
Il Formicoso è un altopiano situato nel settore centro-orientale dell'Irpinia, nei pressi di Bisaccia e Andretta.
Ai tempi di Federico II di Svevia, il Formicoso fu ribattezzato, secondo Niccolò Iamsilla, "Monte Sano" ("Mons Sanum") per volere dell'imperatore; il nuovo nome suggerisce un apprezzamento del sovrano della zona, dove, secondo alcuni studiosi, l'Imperatore svevo potrebbe aver praticato la caccia col falcone. Il Formicoso era il feudo di Bisaccia: tra il 1875 e il 1892, venne diviso in vari lotti di circa 40 are (4.000 m²) ciascuno. il geologo W.Paget Jervis nella sua opera " I tesori sotterranei dell'Italia" cita la presenza di una fonte di acqua tiepida sulfurea.Nel 1968 su 8.000 ettari il catasto registrava 11.000 proprietari, meno di un ettaro a testa. Il Formicoso, caratterizzato da dolci rilievi steppici senza alberi, viene utilizzato per la coltivazione di cereali, legumi ed erba da pascolo. Tra i cibi coltivati erano molto rinomati gli asparagi. Il Formicoso veniva utilizzato, dopo la mietitura, anche come terreno da caccia; tra gli animali cacciati vi erano quaglie, lepri, allodole ecc. In epoca contemporanea sono state impiantate sul Formicoso numerose pale eoliche per sfruttare i forti venti; il governo Berlusconi IV propose di costruirvi una discarica, suscitando le proteste degli abitanti della zona, timorosi per i possibili danni ecologici e ambientali risultanti.